# MAJI NA DAMU
MAJI NA DAMU（マージ・ナ・ダムー）は、日本の女性2人テクノ・トランスユニット。1998年結成、2004年活動終了。BMGファンハウスに所属していた。

## メンバー
- Jun Jun （にゅん にゅん）
後にJLHAとしてソロ活動を開始
- Ta （たぁ）

## 概要・来歴
1998年、ユニット結成。ユニット名の「MAJI NA DAMU」とは、スワヒリ語で「水と血」という意味。
2000年、OUT OF TUNEレーベルよりインディーズでシングルとミニアルバムをリリース。
2001年、BMGファンハウス（現・BMG JAPAN）よりメジャーデビュー。インディーズ時代はディスコサウンドを基調として活動していたが、メジャー移籍に伴いテクノ・トランス路線へ切り替えた。
2004年、メンバーのソロ活動開始のため活動終了。

## ディスコグラフィー

### シングル（メジャー）
- L3D（Last Three Days）（2001年1月24日発売）
- サンサーラ（2001年4月25日発売）
東映配給映画『富江 re-birth』主題歌

## 参加楽曲
- EARTH「MAKE UP YOUR MIND」（編曲）

## 出演
- ソングラ（テレビ東京系）